# Episodi di Star Trek: Voyager (quarta stagione)
La quarta stagione della serie televisiva Star Trek: Voyager è stata trasmessa negli Stati Uniti da UPN dal 3 settembre 1997 al 20 maggio 1998.
Kate Mulgrew ha vinto per questa stagione un Saturn Award nella categoria Best Genre TV Actress, mentre Jeri Ryan è stata candidata nella stessa categoria; la serie è stata inoltre candidata nella categoria Best Genre Network Series. Gli episodi Un anno d'inferno (seconda parte) e Giochi di morte (entrambe le parti) sono state candidate per un Emmy Award.
| nº | Titolo originale         | Titolo italiano                          | Prima TV USA      | Prima TV Italia   |
| -- | ------------------------ | ---------------------------------------- | ----------------- | ----------------- |
| 1  | Scorpion: Part 2         | Il patto dello scorpione (seconda parte) | 3 settembre 1997  | 4 settembre 2000  |
| 2  | The Gift                 | L'addio di Kes                           | 10 settembre 1997 | 5 settembre 2000  |
| 3  | Day of Honor             | Il giorno dell'onore                     | 17 settembre 1997 | 8 settembre 2000  |
| 4  | Nemesis                  | Nemesi                                   | 24 settembre 1997 | 9 settembre 2000  |
| 5  | Revulsion                | Repulsione                               | 1º ottobre 1997   | 10 settembre 2000 |
| 6  | The Raven                | La visione                               | 8 ottobre 1997    | 12 settembre 2000 |
| 7  | Scientific Method        | Metodi scientifici                       | 29 ottobre 1997   | 13 settembre 2000 |
| 8  | Year of Hell: Part 1     | Un anno d'inferno (prima parte)          | 5 novembre 1997   | 15 settembre 2000 |
| 9  | Year of Hell: Part 2     | Un anno d'inferno (seconda parte)        | 12 novembre 1997  | 16 settembre 2000 |
| 10 | Random Thoughts          | Pensiero violento                        | 19 novembre 1997  | 24 settembre 2000 |
| 11 | Concerning Flight        | Il volo di Leonardo                      | 26 novembre 1997  | 19 settembre 2000 |
| 12 | Mortal Coil              | Spira mortale                            | 17 dicembre 1997  | 22 settembre 2000 |
| 13 | Waking Moments           | Stato di veglia                          | 14 gennaio 1998   | 26 settembre 2000 |
| 14 | Message in a Bottle      | Il messaggio in bottiglia                | 21 gennaio 1998   | 28 settembre 2000 |
| 15 | Hunters                  | Cacciatori                               | 11 febbraio 1998  | 3 ottobre 2000    |
| 16 | Prey                     | Prede                                    | 18 febbraio 1998  | 9 ottobre 2000    |
| 17 | Retrospect               | A ritroso                                | 25 febbraio 1998  | 10 ottobre 2000   |
| 18 | The Killing Game: Part 1 | Giochi di morte (prima parte)            | 4 marzo 1998      | 13 ottobre 2000   |
| 19 | The Killing Game: Part 2 | Giochi di morte (seconda parte)          | 4 marzo 1998      | 13 ottobre 2000   |
| 20 | Vis à Vis                | Faccia a faccia                          | 8 aprile 1998     | 14 ottobre 2000   |
| 21 | The Omega Directive      | Direttiva omega                          | 15 aprile 1998    | 17 ottobre 2000   |
| 22 | Unforgettable            | Indimenticabile                          | 22 aprile 1998    | 20 ottobre 2000   |
| 23 | Living Witness           | Testimone oculare                        | 29 aprile 1998    | 21 ottobre 2000   |
| 24 | Demon                    | Demon                                    | 6 maggio 1998     | 24 ottobre 2000   |
| 25 | One                      | Sola                                     | 13 maggio 1998    | 27 ottobre 2000   |
| 26 | Hope and Fear            | Speranza e paura                         | 20 maggio 1998    | 28 ottobre 2000   |

## Il patto dello scorpione(seconda parte)
- Titolo originale: Scorpion: Part 2
- Diretto da: Winrich Kolbe
- Scritto da: Brannon Braga e Joe Menosky

### Trama
Dopo aver stretto un patto con i Borg per sconfiggere la specie 8472 in cambio del passaggio all'interno del territorio nemico, il capitano Janeway viene teletrasportata su un cubo per sviluppare l'arma. Per comunicare con lei, si servono di Sette di Nove, un'umana assimilata quando ancora era una bambina. Tuttavia, a seguito di un attacco della specie 8472, lei e alcuni Borg sono costretti a teletrasportarsi sulla Voyager, dopo che il cubo viene distrutto dagli altri alieni. Il capitano è gravemente ferito e prende il comando Chakotay che, da sempre contrario all'alleanza con i Borg, cerca di fare un dietrofront. I Borg sulla Voyager prendono il controllo della nave, aprono un condotto subspaziale e la portano nello spazio della Specie 8472, dove Chakotay scopre che sono stati i droni a dare inizio al conflitto: facendo così Sette di Nove obbliga gli Umani a usare l'arma sviluppata contro i nuovi alieni. Dopo averli pesantemente sconfitti, tornano nel quadrante Delta e Sette di Nove dichiara conclusa l'alleanza: la Voyager sarà assimilata. Janeway riesce a sbarazzarsi di tutti i Borg a bordo, tranne Sette di Nove, che si ritroverà separata dalla collettività. Molti strumenti borg rimangono integrati nell'astronave, ma B'Elanna Torres sostiene che l'efficienza è aumentata, quindi si decide di lasciarli dove sono.
- Altri interpreti: Jennifer Lien (Kes)

## L'addio di Kes
- Titolo originale: The Gift
- Diretto da: Anson Williams
- Scritto da: Joe Menosky

### Trama
Il Dottore rimuove la maggior parte degli impianti borg da Sette di Nove, la quale però non gradisce la sua separazione dal Collettivo Borg. La drone vorrebbe essere restituita alla collettività, ma Janeway desidera aiutarla a ritornare Umana. Le doti telepatiche di Kes cominciano ad intensificarsi rapidamente, compromettendo l'integrità strutturale della Voyager a causa della sua difficoltà di controllarli. Mentre Sette di Nove cerca di mandare un messaggio al Collettivo Borg, azione che porta al suo confinamento, Kes chiede di lasciare la nave per non danneggiarla oltre. La sua evoluzione in una qualche forma di pura energia le consente di "spingere" la Voyager 9 500 anni luce più avanti, facendole passare indenne lo spazio borg e portandola in un batter d'occhio dieci anni più vicina a casa nel quadrante Alfa.
- Altri interpreti: Jennifer Lien (Kes)
- In questo episodio Jennifer Lien esce dal cast principale, mentre ne entra Jeri Ryan.

## Il giorno dell'onore
- Titolo originale: Day of Honor
- Diretto da: Jesús Salvador Treviño
- Scritto da: Jeri Taylor

### Trama
Durante quello che avrebbe dovuto essere il "giorno dell'onore" di B'Elanna Torres (un rituale klingon), la Voyager risponde a una chiamata di soccorso dei Caatati, una specie assimilata dai Borg e della quale sono sopravvissute poche centinaia di individui: essi chiedono a Janeway cibo e medicinali, poiché sono alla deriva nello spazio da quando sono stati sterminati dai droni e faticano a sopravvivere. Nel frattempo Sette di Nove elabora con B'Elanna una modifica al motore a curvatura, che però lo manda in sovraccarico, costringendo la Voyager a espellerlo. B'Elanna e Tom partono con una navetta per recuperarlo, ma vengono preceduti dai Caatati e attaccati: pur di salvarsi dall'esplosione della navetta si teletrasportano nello spazio, ma un guasto alla tuta di Paris rischia di farli morire soffocati; B'Elanna, convinta di stare per morire, confessa a Tom di essere innamorata di lui. I Caatati si presentano in massa alla Voyager, alla deriva senza motori: vogliono più cibo e più medicinali, e desiderano che venga loro consegnata anche Sette di Nove per una sorta di rivalsa sui Borg a causa di quello che hanno fatto al loro popolo. Sarà proprio Sette a placare i Caatati: come drone ha memoria di una tecnologia a loro necessaria, ma di cui loro hanno perso memoria a causa dello sterminio dei loro scienziati e la offrirà in cambio del rilascio della Voyager, che può ripartire riuscendo a salvare in extremis Paris e Torres.
- Altri interpreti: Alexander Enberg (Vorik), Alan Altshuld (Lumas), Michael A. Krawic (Rahmin), Kevin P. Stillwell (Moklor)

## Nemesi
- Titolo originale: Nemesis
- Diretto da: Alexander Singer
- Scritto da: Kenneth Biller

### Trama
Dopo aver effettuato un atterraggio di emergenza su un pianeta selvaggio, Chakotay familiarizza con i Vori che l'hanno salvato e curato. Essi gli raccontano che sono in guerra con i Kradin, descrivendoli come spietati e crudeli; dopo aver assistito con i propri occhi alla deportazione di persone innocenti, tra cui un vecchio e una bambina con cui aveva fatto amicizia, Chakotay si unisce alla resistenza, fino a quando non si troverà davanti un Kradin che afferma di essere Tuvok. Dopo il rifiuto iniziale, la sua mente si snebbierà e vedrà che l'alieno è in effetti l'amico: scoprirà che è stato vittima di un lavaggio di cervello da parte dei Vori, che sono i veri criminali di guerra, e che usano rapire anche stranieri e condizionarli psicologicamente in modo da convincerli a unirsi alla loro battaglia.
- Altri interpreti: Michael Mahonen (Brone), Matt E. Levin (Rafin), Nathan Anderson (Namon), Peter Vogt (comandante Kradin), Booth Colman (Penno), Meghan Murphy (Karya)

## Repulsione
- Titolo originale: Revulsion
- Diretto da: Kenneth Biller
- Scritto da: Lisa Klink

### Trama
La Voyager riceve la chiamata di soccorso di un programma olografico malfunzionante, unico sopravvissuto di una nave aliena, e Janeway manda Torres e il Dottore ad aiutarlo. Scopriranno, anche a loro spese, che l'equipaggio è morto ucciso proprio dall'ologramma, che ha sviluppato nel tempo odio verso gli organici perché veniva trattato peggio di uno schiavo. L'ologramma aggredisce B'Elanna e, affascinato dal fatto che il Dottore è trattato come un pari e che può muoversi liberamente con il proiettore olografico, gli chiede di scappare insieme a lui. Verrà disattivato appena in tempo prima che uccida B'Elanna. Sulla Voyager, intanto, Harry Kim e Sette di Nove lavorano insieme per creare un nuovo laboratorio astrometrico per la nave, tra le difficoltà di adattamento alla vita umana dell'ex drone e la cotta che Harry si è preso per lei.
- Altri interpreti: Leland Orser (Dejaren)

## La visione
- Titolo originale: The Raven
- Diretto da: LeVar Burton
- Scritto da: Bryan Fuller e Harry 'Doc' Kloor (soggetto); Bryan Fuller (sceneggiatura)

### Trama
Mentre Sette di Nove muove i primi passi nella sua nuova umanità, comincia ad avere delle visioni, e a temere che siano provocate dai Borg. Durante il passaggio all'interno dello spazio di una specie alquanto paranoica, si riattivano i suoi impianti borg e fugge dalla nave per dirigersi verso una luna disabitata, convinta di ritrovare qualche esponente della collettività ed essere così riassimilata. Tuvok la insegue con una navetta, ma quando sale a bordo di quella di Sette di Nove, viene neutralizzato e rapito. Giunti sulla luna, trovano il relitto di una nave della Federazione e si scopre che era la nave su cui abitavano Sette di Nove da bambina con i suoi genitori, la Raven: le visioni sono pertanto dovute al fatto che l'inconscio di Sette di Nove ha riconosciuto la parte di spazio in cui era stata assimilata. Rinuncia quindi al suo intento di cercare la collettività e ritorna sulla Voyager.
- Altri interpreti: Richard J. Zobel Jr. (Gauman), Mickey Cottrell (Dumah), David Anthony Marshall (Magnus Hansen), Nikki Tyler (Erin Hansen), Erica Lynne Bryan (Annika Hansen)

## Metodi scientifici
- Titolo originale: Scientific Method
- Diretto da: David Livingston
- Scritto da: Sherry Klein e Harry 'Doc' Kloor (soggetto); Lisa Klink (sceneggiatura)

### Trama
Sulla Voyager accadono strani casi medici: il capitano ha delle emicranie apparentemente causate dallo stress, Neelix e Chakotay invecchiano improvvisamente, e altri membri dell'equipaggio presentano alterazioni genetiche. Dopo alcune analisi, il Dottore scopre nel DNA dei suoi pazienti delle tracce di mutazioni artificiali; mentre Torres e il Dottore stanno indagando, B'Elanna improvvisamente sviene e il programma del medico viene disattivato. Il Dottore, che è riuscito a nascondersi sul ponte ologrammi, si inserisce negli impianti audio di Sette di Nove e fa in modo di incontrarla in un posto sicuro, dove le modifica gli impianti oculari in modo che possa vedere anche su frequenze nell'invisibile. Scopre così che sulla nave ci sono diversi alieni occultati che stanno compiendo esperimenti medico-scientifici sull'equipaggio, usato come cavia. Sette, usando un'arma modificata, annulla il campo di occultamento di un'aliena che viene arrestata e che si giustifica dicendo che sono dei ricercatori e che fanno tutto a fin di bene, sostenendo che vale la pena sopportare qualche sacrificio in nome del progresso medico e che sono determinati a procedere, promettendo un tasso di mortalità basso; se Janeway si rifiutasse, i soggetti sotto esperimento verrebbero soppressi. In seguito alla morte di un membro dell'equipaggio, Janeway prende il comando del timone e dirige la Voyager verso un sistema di pulsar binario verso morte quasi certa. Gli alieni abbandonano la nave e, con una manovra tanto azzardata quanto abile, il capitano porta la nave fuori dal pericolo.
- Altri interpreti: Rosemary Forsyth (Alzen), Annette Helde (Takar)

## Un anno d'inferno(prima parte)
- Titolo originale: Year of Hell: Part 1
- Diretto da: Allan Kroeker
- Scritto da: Brannon Braga e Joe Menosky

### Trama
In possesso di un'arma capace di modificare la linea temporale, il comandante Annorax sta cercando da molti anni di alterarla per riportare in vita l'Impero Krenim con tutte le sue colonie ma, soprattutto, di ottenere una linea temporale in cui la sua famiglia sia ancora in vita. La Voyager, entrata nello spazio krenim, viene ripetutamente attaccata, subendo gravissimi danni; per difendersi dai siluri cronotonici dei Krenin si dota di scudi temporali, che la proteggeranno dall'onda d'urto temporale e facendo rendere conto a Janeway e ai suoi che qualcuno sta tentando di alterare la storia. Dopo uno dei suoi tentativi falliti, che distrugge nuovamente l'Impero, Annorax scopre che una possibile causa del suo errore è data dagli scudi temporali della Voyager, e di conseguenza la attacca, rapendo Chakotay e Paris. Pur essendo scampati all'attacco, il capitano Janeway ordina all'equipaggio di abbandonare la nave, mentre gli ufficiali superiori rimarranno per cercare di salvare i due colleghi rapiti.
- L'episodio contiene riferimenti alla trama del romanzo La fine dell'eternità di Isaac Asimov.[senza fonte]
- Sette di Nove sente Harry e B'Elanna fare un gioco in cui si scambiano domande di storia; quando Harry fa a B'Elanna una domanda su Zefram Cochrane e sul nome della nave con cui fece il primo volo a curvatura, B'Elanna non sa rispondere ma lo fa Sette di Nove sostenendo, con stupore di Harry, che i Borg erano presenti, dicendo che è "una lunga storia". La battuta è un riferimento agli accadimenti del film Primo contatto.
- Guest star: Kurtwood Smith (Annorax)
- Altri interpreti: John Loprieno (Obrist), Peter Slutsker (comandante Krenim), Rick Fitts (ufficiale Zahl), Deborah Levin (Lang), Sue Henley (Brooks)

## Un anno d'inferno(seconda parte)
- Titolo originale: Year of Hell: Part 2
- Diretto da: Mike Vejar
- Scritto da: Brannon Braga e Joe Menosky

### Trama
Sono passati due mesi e Chakotay e Paris sono sempre prigionieri sulla nave di Annorax, dove vengono studiati e analizzati. Chakotay tenta di aiutare Annorax, con la promessa che questi aiuterà la Voyager a tornare a casa una volta che l'Impero Krenim sarà restaurato. La Voyager è intanto sempre più danneggiata, tanto da costringere gli ufficiali rimasti a nascondersi in una nebulosa, mentre il capitano Janeway è sempre più stressata. Diventa quindi necessario formare un'alleanza con altre specie per distruggere la nave temporale. Paris intanto raccoglie il malcontento di alcuni membri dell'equipaggio di Annorax e organizza un ammutinamento, durante il quale fornisce a Janeway, rimasta sola su una Voyager alquanto malandata, le coordinate del nucleo temporale, in modo che possa distruggerlo. Rimasta senza armi, il capitano dirige la Voyager contro la nave di Annorax in una missione suicida, e ordina a Tuvok e alle altre astronavi alleate di disattivare gli scudi temporali: se il suo piano avrà successo, l'ultimo anno verrà cancellato con la distruzione del nucleo temporale. Il suo piano riesce: la Voyager è tornata indietro nel tempo di un anno, è intatta e i membri dell'equipaggio sono tutti vivi.
- Guest star: Kurtwood Smith (Annorax)
- Altri interpreti: John Loprieno (Obrist), Peter Slutsker (comandante Krenim), Lise Simms (moglie di Annorax)

## Pensiero violento
- Titolo originale: Random Thoughts
- Diretto da: Alexander Singer
- Scritto da: Kenneth Biller

### Trama
I membri della Voyager sono sul pianeta dei Mari, pacifici telepati, dove ogni crimine è stato bandito; qui B'Elanna Torres viene urtata da uno sconosciuto che non stava guardando dove camminava. Sembra un incidente da niente, ma la natura klingon di B'Elanna le procura un pensiero ostile verso l'uomo, che poco dopo dà in escandescenze, aggredendo un altro uomo. Il fatto di aver avuto questo pensiero porta le autorità ad arrestarla per “pensiero violento”: tali pensieri sono proibiti perché potrebbero causare altri crimini, e B'Elanna viene condannata a una parziale cancellazione dalla memoria. Dato che la procedura ha qualche rischio medico, Tuvok viene incaricato di indagare e scopre che Talli, il responsabile materiale dell'aggressione, era già stato condannato quattro volte per pensieri violenti, e sottoposto a purificazione mentale. Sul pianeta iniziano a verificarsi altri inspiegabili atti criminali, tutti riconducibili al pensiero di B'Elanna, cosa apparentemente inspiegabile perché sia lei che Talli sono entrambi sotto custodia. Tuvok si fonde mentalmente con Torres e scopre che Guill, il mercante che ha assistito all'incidente iniziale con B'Elanna, è attratto morbosamente dalla violenza e che carpisce pensieri per il mercato nero.
- Altri interpreti: Gwynyth Walsh (Nimira), Wayne Péré (Guill), Rebecca McFarland (Talli)

## Il volo di Leonardo
- Titolo originale: Concerning Flight
- Diretto da: Jesús Salvador Treviño
- Scritto da: Jimmy Diggs e Joe Menosky

### Trama
Un alieno riesce a impadronirsi di parte della tecnologia della Voyager, tra cui l'emettitore autonomo del Dottore, il programma olografico di Leonardo da Vinci usato dal capitano Janeway e il processore principale della nave. Inseguito l'alieno, l'equipaggio scopre che gli oggetti sono stati venduti a varie persone sullo stesso pianeta. Janeway scende sul pianeta e incontra proprio Leonardo, che se ne va in giro con l'emettitore e le parla del suo mecenate, che altri non è che il ladro. Fingendosi un'acquirente, Janeway lo avvicina e piazza dei localizzatori per il teletrasporto sugli oggetti rubati; mentre la Voyager entra in orbita per portarsi a tiro di teletrasporto, Janeway e Leonardo sono costretti a una rocambolesca fuga a bordo una specie di deltaplano costruito dal genio davinciano.
- Guest star: John Rhys-Davies (Leonardo da Vinci)
- Altri interpreti: John Vargas (Tau), Don Pugsley (alieno)

## Spira mortale
- Titolo originale: Mortal Coil
- Diretto da: Allan Kroeker
- Scritto da: Bryan Fuller

### Trama
Neelix muore durante una missione con Chakotay e Paris; riportato sulla Voyager, Sette di Nove afferma che i Borg hanno tecniche di rianimazione più avanzate di quelle della Federazione e, con l'aiuto del Dottore, riesce a rianimarlo dopo diciotto ore. Tornato in vita, Neelix rimane scosso dalla sua esperienza di morte: la sua religione lo aveva educato ad aver fede che dopo la morte esisteva una Grande Foresta, dove avrebbe incontrato i propri cari precedentemente defunti. La cosa lo sconvolge al punto di voler lasciare la nave e andare a uccidersi, perché lui si considera già morto. Sarà Naomi Wildman, la figlia piccolina della guardiamarina Wildman, a farlo desistere: la bimba si è affezionata tantissimo a Neelix e con le sue parole innocenti lo convince a tornare.
- Altri interpreti: Nancy Hower (Samantha Wildman), Brooke Stephens (Naomi Wildman)

## Stato di veglia
- Titolo originale: Waking Moments
- Diretto da: Alexander Singer
- Scritto da: André Bormanis

### Trama
L'equipaggio della Voyager comincia a sperimentare dei sogni molto vividi, in cui è presente sempre lo stesso alieno. Chakotay, grazie alla sua conoscenza dei sogni derivata dalla sua discendenza, tenta di contattare gli alieni. In uno stato di sogno consapevole ne incontra uno, che lo informa che la Voyager è entrata nel loro spazio e che lo considerano un atto ostile. Si accordano per una tregua, a patto che la nave lasci al più presto il loro spazio; a tal fine l'alieno fornisce delle coordinate per farli allontanare il più presto possibile. Al suo risveglio scopre che l'alieno lo ha ingannato, attirando la Voyager nel cuore del loro spazio: vengono tutti fatti prigionieri, ma Chakotay si accorge di stare ancora sognando e fa in modo di svegliarsi. Al suo risveglio apprende che l'intero equipaggio si è addormentato e che sono tutti prigionieri del medesimo sogno e, soprattutto, prigionieri di questi strani alieni che vivono solo nella dimensione REM. Dopo alcuni "falsi risvegli" che gli creano confusione sull'essere effettivamente sveglio, con l'aiuto del Dottore giunge a un pianeta dove gli alieni vivono addormentati infestando il sonno di chi passa nelle vicinanze. Chakotay li minaccia dicendo che verranno uccisi tutti se non verranno rilasciati, ottenendo il risveglio di tutti gli altri membri dell'equipaggio.
- Altri interpreti: Mark Colson (alieno), Jennifer Grundy (guardiamarina)

## Il messaggio in bottiglia
- Titolo originale: Message in a Bottle
- Diretto da: Nancy Malone
- Scritto da: Rick Williams (soggetto); Lisa Klink (sceneggiatura)

### Trama
Tramite la strumentazione del nuovo laboratorio astrometrico, Sette di Nove scopre una rete di comunicazione estesa fino ai margini del quadrante Alfa e trova una nave della Flotta Stellare; cercano di aprire un canale di comunicazione, ma non riescono a estendere la portata del segnale e quindi la Voyager invia il Dottore per prendere contatto con l'astronave. Una volta giunto a bordo, il Dottore scopre che la nave è la USS Prometheus (NX-59650) e che è stata presa dai Romulani. L'astronave, un prototipo avanzatissimo, possiede la modalità di attacco multivettore, un sistema che permette al vascello di separarsi in tre astronavi indipendenti per un attacco multiplo. Il Dottore ha come alleato soltanto il medico olografico d'emergenza della nave, un programma MOE molto più avanzato di lui, ma anche inesperto. Prendono il comando della Prometheus dopo aver narcotizzato i Romulani, ma non sanno come pilotarla e si ritrovano anche in mezzo a una battaglia tra i Romulani, che vogliono la nave, e la Flotta, che pensa che a bordo della Prometheus ci siano i Romulani. Intanto sulla Voyager Paris teme che il Dottore possa non tornare più e di ritrovarsi confinato in infermeria, e implora Kim di programmare un nuovo medico olografico, cosa che tuttavia non gli riesce. Scoprono anche che la rete di sensori appartiene agli Hirogeni, che vietano tutte le comunicazioni. Grazie a Sette di Nove, riattivano la rete di sensori e il Dottore riesce a tornare sulla Voyager portando un messaggio: ha parlato con il Comando, che aveva dato per dispersa la Voyager 14 mesi prima, e riferisce che la Flotta avrebbe avvisato le famiglie di tutti e che avrebbe fatto ogni sforzo per cercare di farli tornare a casa.
- Guest star: Andy Dick (MOE modello 2)
- Altri interpreti: Judson Scott (Rekar), Valerie Wildman (Nevala), Tony Sears (ufficiale della Prometheus), Tiny Ron (Idrin)

## Cacciatori
- Titolo originale: Hunters
- Diretto da: David Livingston
- Scritto da: Jeri Taylor

### Trama
Sulla Voyager il morale è alto: sono riusciti a far sapere alla Flotta che sono ancora vivi e sognano il momento in cui potranno comunicare con regolarità con i propri familiari. Nel tentativo di ristabilire le comunicazioni con la Federazione, la Voyager si scontra con un gruppo di Hirogeni, i padroni del sistema di comunicazioni utilizzato dalla nave per contattare il quadrante Alfa. Sette riesce a recuperare parte del messaggio e scopre che sono lettere dai familiari, e anche che nascosto nel messaggio c'è un testo criptato, che forse nasconde un modo per tornare a casa. Tuvok scopre così di essere diventato nonno, Chakotay riceve notizie da un'amica che lo informa che i Maquis sono stati spazzati via dai Cardassiani aiutati dal Dominio, e Janeway scopre che Mark, il suo fidanzato, si è rifatto una vita, credendola morta. Cercando di recuperare la maggior parte del messaggio, Tuvok e Sette di Nove vengono catturati dagli Hirogeni e, nello scontro che ne deriva con la Voyager, la rete di trasmissione viene distrutta, isolando nuovamente l'equipaggio dal quadrante Alfa.
- Altri interpreti: Tiny Ron (hirogeno alfa), Roger Morrissey (hirogeno beta)

## Prede
- Titolo originale: Prey
- Diretto da: Allan Eastman
- Scritto da: Brannon Braga

### Trama
La Voyager incontra una nave alla deriva, con un cacciatore hirogeno ferito a bordo. Il capitano Janeway ordina che l'alieno venga trasportato sulla nave e curato, un po' per compassione e un po' per imparare di più su questa razza guerriera, malgrado gli avvertimenti di Sette di Nove sulla pericolosità di una simile decisione. La presenza del cacciatore diventa ancor più problematica quando la Voyager viene attaccata da un membro della Specie 8472, che era oggetto della sua caccia. Dopo varie discussioni, Janeway accetta di liberare l'Hirogeno affinché affianchi il suo equipaggio nella caccia all'intruso. Quando trovano l'intruso, l'Hirogeno lo ferisce gravemente, violando i patti con l'equipaggio della Voyager. L'alieno ferito si mette in contatto telepatico con Tuvok, che informa il capitano che non è più un pericolo e che desidera solo tornare nel suo spazio. Janeway gli offre protezione e ordina a Sette di Nove di aprire un passaggio per lo spazio della specie 8472, ma la Borg si rifiuta: l'alieno è pericoloso e anche gli Hirogeni lo diventeranno se non avranno la loro preda. Scavalcando gli ordini del suo capitano, Sette di Nove consegnerà l'alieno, condannandolo a morte. Le saranno revocati tutti i premessi e consegnata nel suo alloggio.
- Guest star: Tony Todd (hirogeno alfa)
- Altri interpreti: Clint Carmichael (cacciatore hirogeno)

## A ritroso
- Titolo originale: Retrospect
- Diretto da: Jesús Salvador Treviño
- Scritto da: Andrew Shepard Price e Mark Gaberman (soggetto); Bryan Fuller e Lisa Klink (sceneggiatura)

### Trama
Janeway contratta con Kovin, un mercante di armi, l'installazione di una nuova arma. Volendo far uscire Sette di Nove dal castigo in cui è confinata, Janeway le ordina di assistere Kovin ma, dopo un alterco con il mercante, viene presa da un attacco d'ansia. Il Dottore scopre che Sette di Nove sta reprimendo dei ricordi e la sottopone a una sorta di ipnosi in seguito alla quale ricorda che Kovin l'ha immobilizzata e ha estratto dal suo corpo delle nanosonde Borg. L'equipaggio si schiera subito dalla parte di Sette e le prime indagini sembrano corroborare la sua tesi, ma presto scoprono che sono dei falsi ricordi che sono emersi dal suo subconscio e che sono stati rielaborati inconsapevolmente da Sette. Purtroppo Kovin, vedendosi accusato e sapendosi innocente, fugge con la sua astronave e muore in seguito a un incidente.
- Altri interpreti: Michael Horton (Kovin), Adrian Sparks (magistrato Entharano), Michelle Agnew (Scharn)

## Giochi di morte(prima parte)
- Titolo originale: The Killing Game: Part 1
- Diretto da: David Livingston
- Scritto da: Brannon Braga e Joe Menosky

### Trama
Gli Hirogeni, dopo aver catturato la nave, obbligano metà dell'equipaggio a condurre delle simulazioni sul ponte ologrammi come prede della caccia degli alieni, ma senza sapere di trovarsi in una simulazione; tra gli altri, Sette di Nove e il capitano Janeway sono parte di un programma ambientato nella Francia occupata dai Nazisti durante la seconda guerra mondiale. Il Dottore e Harry Kim, gli unici ufficiali che non sono parte di alcuna simulazione, cercano di riconquistare la nave facendo tornare la memoria agli altri. Quando Sette di Nove viene ferita sul ponte ologrammi, il Dottore fa in modo di restituirle la memoria e le spiega come disattivare l'inibitore di memoria del capitano Janeway. Riuscita a eseguire il piano, Sette e Janeway si danno da fare per riprendersi la Voyager.
- Altri interpreti: Danny Goldring (Karr), Mark Metcalf (medico hirogeno), Mark Deakins (Turanj), J. Paul Boehmer (capitano nazista), Paul Eckstein (giovane hirogeno), Peter Hendrixson (klingon)
- Questo episodio fu candidato per l'Emmy Award 1998 nella categoria Outstanding Hairstyling for a Series (Normand, Charlotte Gravenor, Viviane Normand, Gloria Montemayor, Chriss McBee, Mimi Jafari, Ruby Ford, Delree Todd, Laura Connely, Hazel Catmull, Dianne Pepper, Adele Taylor, Barbara Ronci, Skip McNalley).

## Giochi di morte(seconda parte)
- Titolo originale: The Killing Game: Part 2
- Diretto da: Victor Lobl
- Scritto da: Brannon Braga e Joe Menosky

### Trama
Il capitano Janeway e Sette di Nove, consce di essere in una simulazione, convincono le "forze alleate" della simulazione ad attaccare un castello occupato dai nazisti, dove si trova un generatore che, disattivato, permetterebbe all'intero equipaggio di risvegliarsi. Il piano riesce, tutti riprendono coscienza di sé e si organizzano per riprendersi la nave. Il capo degli Hirogeni a bordo convoca Janeway, che è stata catturata dagli alieni poiché si erano accorti che era disconnessa dalla simulazione: lui le spiega che la loro ossessione per la caccia li ha portati all'isolamento e sull'orlo dell'estinzione; il ponte ologrammi permetterebbe loro di continuare a praticare la caccia, senza per questo doversi disperdere ai quattro angoli del quadrante per cercare prede. Janeway si offre di dar loro la tecnologia per ricreare le simulazioni e l'Hirogeno accetta, ordinando di interrompere le ostilità. Uno dei suoi sottoposti, incitato dalla simulazione di un ufficiale nazista, disubbidisce agli ordini e uccide il capo degli Hirogeni che si era accordato col capitano. Harry Kim però riesce a mandare in sovraccarico la rete olografica e far terminare le simulazioni; Janeway e i suoi si riprendono la nave e offrono agli Hirogeni sopravvissuti la tecnologia olografica come trofeo di caccia in cambio della libertà.
- Altri interpreti: Danny Goldring (Karr), Mark Metcalf (medico hirogeno), Mark Deakins (Turanj), J. Paul Boehmer (capitano nazista), Paul Eckstein (giovane hirogeno), Peter Hendrixson (klingon)

## Faccia a faccia
- Titolo originale: Vis à Vis
- Diretto da: Jesús Salvador Treviño
- Scritto da: Robert J. Doherty

### Trama
La Voyager incontra Steth, un alieno che sta collaudando un nuovo tipo di navetta e che si trova in avaria. Tom Paris si offre di aiutarlo nelle riparazioni e stringe amicizia con lui ma, una volta a bordo, Steth scambia le proprie sembianze con quelle Paris, restando a bordo della Voyager, mentre imbarca l'altro se stesso sulla navetta e, tramite il pilota automatico, inscena la sua partenza. I membri dell'equipaggio, e in primis B'Elanna Torres, si accorgono del suo comportamento strano, che culmina con un'aggressione fisica al capitano Janeway; intanto il vero Tom riprende conoscenza e viene abbordato da un'astronave dove a bordo c'è il vero Steth, con le sembianze di una femmina aliena, che lo accusa di avergli rubato il corpo e che è un anno che gli sta dando la caccia. Compreso ciò che è successo, insieme rintracciano la Voyager, solo che l'alieno ha già abbandonato il corpo di Paris, appropriandosi di quello del capitano, che fugge ma viene subito catturata da Tom. Steth, Paris e Janeway si riappropriano dei loro corpi e il vero Steth parte con la femmina aliena alla ricerca della vera identità di lei, in modo da restituire anche quel corpo alla legittima proprietaria.
- Altri interpreti: Dan Butler (Steth), Mary Elizabeth McGlynn (Daelen)

## Direttiva omega
- Titolo originale: The Omega Directive
- Diretto da: Victor Lobl
- Scritto da: Jimmy Diggs e Steve J. Kay (soggetto); Lisa Klink (sceneggiatura)

### Trama
Quando la Voyager viene colpita da una misteriosa onda d'urto, il computer passa in una misteriosa "Modalità Omega". Il capitano Janeway, senza spiegare cosa stia succedendo, si prepara a lasciare la nave con una navetta pesantemente armata, quando Chakotay la convince a confidarsi con gli ufficiali superiori: il computer ha rilevato tracce della distruttiva "particella omega", una particella estremamente rara, molto instabile e dotata di una grande energia, in grado di costituire una fonte di energia praticamente illimitata, poiché una singola particella fornisce la stessa potenza di un nucleo di curvatura. Janeway spiega che nel 2274, durante un esperimento, uno scienziato federale era riuscito a creare una tale particella che però, non stabilizzata, aveva provocato un'esplosione tanto potente da danneggiare il subspazio di un intero settore, rendendovi impossibile creare un campo di curvatura stabile e, conseguentemente, viaggiare a velocità curvatura. Per questo la Federazione ha approvato la Direttiva Omega, un ordine segreto (conosciuto solo dai capitani delle astronavi o da ufficiali di più alto grado) superiore anche alla Prima direttiva, che impone di distruggere delle particelle omega eventualmente rilevate, abbandonando qualsiasi altra missione. Sette di Nove riferisce che anche i Borg, vedendo la particella come perfetta, hanno tentato di usarla come fonte di energia, senza successo, perdendo un gran numero di droni e di navi nel tentativo. La Voyager fa quindi rotta verso il sistema dove sono state rilevate le particelle: qui l'equipaggio scopre i resti di un centro di ricerca devastato da un'esplosione. La nave teletrasporta a bordo le particelle per andare a distruggerle in una zona di spazio disabitata, ma alcune astronavi aliene iniziano ad inseguirla, raggiungendola e aprendo il fuoco; Janeway decide quindi di espellere le ultime particelle dalla nave, facendole poi esplodere con un siluro.
- Altri interpreti: Jeff Austin (Allos), Kevin McCorkle (capitano alieno), Tarik Ergin (Ayala)
- Il capitano Janeway, riflettendo sulla missione per distruggere Omega, cita i dottori Marcus, creatori del Progetto Genesis, riferendosi ai fatti narrati nel film Star Trek II - L'ira di Khan.

## Indimenticabile
- Titolo originale: Unforgettable
- Diretto da: Andrew Robinson
- Scritto da: Greg Elliot e Michael Perricone

### Trama
Sopravvissuta a un aspro combattimento, un'aliena del pianeta Remura, Kellin, rivela di essere già stata sulla Voyager: è un tracciatore e il suo compito è riprendere i fuggitivi dal loro pianeta, da dove è vietato per legge allontanarsi e prendere contatto con altre specie. Durante la sua prima visita si è innamorata, ricambiata, di Chakotay. Secondo il suo racconto, nessuno ha memoria della sua presenza a causa della peculiare biologia della sua specie e delle contromisure che la sua razza prende per venir dimenticata e per non lasciare traccia. Chakotay inizialmente è scettico, ma presto emergono prove a supporto del racconto della ragazza, a cui viene concesso asilo. Lei inizia a raccontare della sua precedente permanenza sull'astronave e riprendono la loro relazione; la Voyager viene raggiunta da un altro tracciatore, che colpisce la ragazza con uno speciale raggio che fa dimenticare a Kellin gli ultimi giorni e i motivi della sua ribellione. Chakotay cerca di convincere la ragazza a restare qualche giorno, ma ora lei è contenta di tornare a casa. Viene immesso dai Remurani un virus nel sistema della Voyager affinché venga cancellata ogni traccia del loro passaggio ma Chakotay, che non vuole dimenticare, mette tutto per iscritto su carta.
- Altri interpreti: Virginia Madsen (Kellin), Michael Canavan (Curneth), Tarik Ergin (Ayala), Chuck Magnus (Reskat)

## Testimone oculare
- Titolo originale: Living Witness
- Diretto da: Tim Russ
- Scritto da: Brannon Braga (soggetto); Bryan Fuller, Brannon Braga e Joe Menosky (sceneggiatura)

### Trama
Una ricostruzione olografica di un museo kyrian mostra come, settecento anni prima, l'intervento della Voyager abbia dato il via ad una guerra terribile tra le due specie che abitano il pianeta: i Kyrian e i Vaskan. Il modulo di backup del Dottore, riattivato da Quarren, il curatore del museo, scopre di essere nel futuro e che la storia è stata falsata: l'equipaggio della Voyager è dipinto dai libri di storia dei Kyrian come spietato e crudele, e il Dottore cerca di convincere il curatore che i crimini di cui si sarebbe macchiato l'equipaggio sono frutto di un errore nella ricostruzione della storia. Inizialmente il curatore, sconvolto nel sapere che tutta la loro storia si basa su delle menzogne e che sono stati i Kyrian a iniziare la guerra, disattiva il Dottore per farlo tacere. Successivamente però, poiché è una persona giusta, lo riattiva e fa in modo di aggiustare la simulazione cambiandola con una versione più veritiera: incontrerà ostilità e molte difficoltà perché, secondo il suo popolo, sta riscrivendo la storia, ma alla fine la verità prevarrà. L'episodio si conclude con un altro curatore, ancora più avanti nel futuro, che racconta come nel passato prevalesse l'odio tra Kyrian e Vaskan, che ora vivono in pace; racconta come fossero stati il Dottore e Quarren ad aver ripristinato la verità, e di come il Dottore, dopo aver insegnato medicina per molti anni, fosse partito per il quadrante Alfa per scoprire cosa ne era stato dei suoi amici, anche se ormai erano morti da secoli.
- Altri interpreti: Henry Woronicz (Quarren), Rod Arrants (Daleth), Craig Richard Nelson (arbitro Vaskan), Marie Chambers (arbitro Kyrian), Brian Fitzpatrick (Tedran), Morgan Margolis (visitatore Vaskan), Mary Anne McGarry (Tabris), Timothy Davis-Reed (spettatore Kyrian)

## Demon
- Titolo originale: Demon
- Diretto da: Anson Williams
- Scritto da: André Bormanis (soggetto); Kenneth Biller (sceneggiatura)

### Trama
Oramai quasi priva di energia, la Voyager atterra su un pianeta di classe Y, la cui atmosfera risulta tossica per la vita umana, per cercare di estrarre del deuterio che possa fornire energia alla nave. Paris e Kim compiono un giro di perlustrazione con delle tute protettive appositamente modificate ma, dopo un incidente in cui finiscono immersi in una pozza di liquido, vengono ritrovati senza tute e perfettamente in grado di respirare l'aria tossica del pianeta. Tornati a bordo, scoprono che l'aria della Voyager è diventata velenosa per loro e che possono respirare solo l'atmosfera del pianeta, che non può essere replicata: ciò significa che Tom e Harry devono essere lasciati dove si trovano. Inoltre i due ufficiali iniziano a mostrare uno strano attaccamento al pianeta; le analisi di Janeway fanno emergere che il fluido della pozza ha duplicato il DNA di Tom e Harry, e che i due sulla nave sono dei duplicati. Ritrovati privi di conoscenza quelli veri, Janeway, su richiesta dell'Harry-duplicato, accetta di convincere il resto dell'equipaggio a farsi "copiare" in modo che la nuova specie, diventata senziente, non rimanga da sola.
- Altri interpreti: Alexander Enberg (Vorik), Susan Lewis (tecnico del teletrasporto)

## Sola
- Titolo originale: One
- Diretto da: Kenneth Biller
- Scritto da: Jeri Taylor

### Trama
La Voyager è costretta ad attraversare una nebulosa caratterizzata da emissioni altamente tossiche; per questo l'intero equipaggio viene posto in stasi per un mese intero, con l'eccezione del Dottore e di Sette di Nove, che per via del suo passato di drone è immune agli effetti della nebulosa. Dopo diversi giorni scatta un falso allarme a causa di un'avaria delle gelatine neurali e anche l'emettitore del medico olografico fa le bizze, confinando il Dottore all'interno dell'infermeria. Ora Sette è da sola a controllare che le cabine di stasi funzionino e che la Voyager funzioni a dovere. I guasti si aggravano e Sette di Nove è costretta a ricorrere all'aiuto di un alieno che, immune agli effetti tossici, sta cercando di attraversare in solitaria la nebulosa e che inizialmente le offre aiuto, ma poi rifiuta di lasciare la nave. Il Dottore, riparato l'emettitore, raggiunge Sette di Nove, e la ragazza si accorge che l'alieno è frutto di un'allucinazione: i relè sinaptici della nave, così come i suoi impianti borg, si stanno degradando e le provocano effetti psicotici che le impediscono di affrontare con efficienza i guasti della nave. Nonostante le difficoltà riesce, rischiando la vita, a portare la Voyager fuori dalla nebulosa.
- Altri interpreti: Wade Williams (Trajis Lo-Tarik), Ron Ostrow (drone Borg), Tarik Ergin (Ayala)

## Speranza e paura
- Titolo originale: Hope and Fear
- Diretto da: Winrich Kolbe
- Scritto da: Rick Berman, Brannon Braga e Joe Menosky (soggetto); Brannon Braga e Joe Menosky (sceneggiatura)

### Trama
La Voyager ha ricevuto un messaggio codificato dalla Federazione, ma non riesce a decrittarlo finché non riceve l'aiuto dell'alieno Arturis, che appartiene a un popolo con sorprendenti capacità linguistiche. Il messaggio contiene la posizione di una nave, la USS Dauntless, dotata di una nuova tecnologia in grado di riportare l'equipaggio a casa in poco tempo. Tuttavia il pilota automatico di questa nave si attiva improvvisamente, mentre Chakotay, Paris e Tuvok sono ancora a bordo e percorrono 15 anni luce in pochi minuti. Raggiunti dopo alcuni giorni dalla Voyager, dilaga l'ottimismo per l'imminente ritorno a casa, ma Janeway è sospettosa. Ella recupera il messaggio autentico, in cui si apprende che la Flotta nulla può per aiutare la Voyager ad abbreviare il viaggio, mentre Kim trova prove che la Dauntless ha tecnologia aliena. Janeway affronta Arturis che fugge sull'astronave con a bordo il capitano e Sette di Nove verso lo spazio borg: Arturis nutre risentimento verso gli Umani perché hanno aiutato i Borg a sconfiggere la Specie 8472, l'unica in grado di tenere a bada i droni, col risultato che il popolo di Arturis è stato assimilato. L'alieno aveva organizzato tutto per compiere una deportazione di massa, ma vengono raggiunti dalla Voyager, che ha apportato delle modifiche ai motori per adattarli alla nuova tecnologia (il capitano non voleva abbandonare l'astronave del quadrante Delta). Recuperati il capitano e l'ex drone, riprendono la loro rotta sfruttando finché sicuro la nuova tecnologia, che dovranno disabilitare perché alla lunga non compatibile con lo scafo della Voyager, ma che farà loro guadagnare altri 300 anni luce.
- Altri interpreti: Ray Wise (Arturis), Jack Shearer (Hayes)